# Serie del Caribe 2011
La Serie del Caribe 2011 fue la 53.ª edición del clásico caribeño, un evento deportivo de béisbol profesional, que se disputó en el Estadio Isidoro García, en Mayagüez, Puerto Rico. Esta serie reunió a los equipos de béisbol profesional campeones de los países que integran la Confederación del Caribe: Venezuela, Puerto Rico, México y República Dominicana. 
La Serie se realizó del 2 al 7 de febrero de 2011. El Estadio Isidoro García cuenta con capacidad para 10,500 aficionados, construido en 2010 para los XXI Juegos Centroamericanos y del Caribe. 
La serie estuvo dedicada a Roberto Alomar, elegido miembro del Salón de la Fama del Béisbol el 5 de enero de 2011, el tercer puertorriqueño en ser seleccionado.

## Formato de torneo
Los cuatro equipos compitieron en un formato de todos contra todos, solo un grupo a doble vuelta. Cada equipo recibe y visita una vez a sus oponentes. El equipo líder al final de las reuniones es declarado ganador.

## Equipos
- México - Yaquis de Ciudad Obregón
- Puerto Rico - Criollos de Caguas
- República Dominicana - Toros del Este
- Venezuela - Caribes de Anzoátegui

### Clasificación a la Serie
| Clasificación               |   |   |    |
| Equipo                      | G | P | JD |
| Yaquis de Ciudad Obregón(*) | 4 | 3 | -  |
| Algodoneros de Guasave      | 3 | 4 | 1  |

| Clasificación        |   |   |    |
| Equipo               | G | P | JD |
| Toros del Este(*)    | 5 | 0 | -  |
| Estrellas Orientales | 0 | 5 | 5  |

| Clasificación         |   |   |    |
| Equipo                | G | P | JD |
| Criollos de Caguas(*) | 4 | 3 | -  |
| Leones de Ponce       | 3 | 4 | 1  |

| Clasificación            |   |   |    |
| Equipo                   | G | P | JD |
| Caribes de Anzoategui(*) | 4 | 3 | -  |
| Tigres de Aragua         | 3 | 4 | 1  |

(*) Campeón de respectiva liga

## Clasificación final
| Clasificación |                          |   |   |     |  |
|               | Equipo                   | G | P | V   |  |
|               | Yaquis de Ciudad Obregón | 4 | 2 | 0   |  |
|               | Criollos de Caguas       | 3 | 3 | 1.0 |  |
|               | Toros del Este           | 3 | 3 | 1.0 |  |
|               | Caribes de Anzoátegui    | 2 | 4 | 2   |  |

## Calendario
| Equipo                                     | C | H  | E |
| ------------------------------------------ | - | -- | - |
| Toros del Este (DOM)                       | 3 | 12 | 3 |
| Yaquis de Ciudad Obregón (MEX)             | 4 | 13 | 2 |
| G: M. Carrillo (1-0); P: J. Rosario (0-1). |   |    |   |

| Equipo                                     | C | H  | E |
| ------------------------------------------ | - | -- | - |
| Criollos de Caguas (PR)                    | 7 | 13 | 2 |
| Yaquis de Ciudad Obregón (MEX)             | 3 | 12 | 3 |
| G: J. Padilla (1-0); P: Rol. Valdez (0-1). |   |    |   |

| Equipo                                                       | C | H  | E |
| ------------------------------------------------------------ | - | -- | - |
| Yaquis de Ciudad Obregón (MEX)                               | 6 | 13 | 1 |
| Toros del Este (DOM)                                         | 3 | 10 | 1 |
| G: A. Guerrero (1-0); P: J. Rosario (0-2); SV: L. Ayala (1). |   |    |   |

| Equipo                                                        | C | H  | E |
| ------------------------------------------------------------- | - | -- | - |
| Yaquis de Ciudad Obregón (MEX)                                | 6 | 10 | 0 |
| Criollos de Caguas (PR)                                       | 7 | 13 | 3 |
| G: J. Padilla (2-0); P: D. Guerrero (0-1); SV: J. Torres (1). |   |    |   |

| Equipo                                                       | C | H | E |
| ------------------------------------------------------------ | - | - | - |
| Caribes de Anzoátegui (VEN)                                  | 5 | 6 | 1 |
| Criollos de Caguas (PR)                                      | 3 | 6 | 3 |
| G: S. Etherton (1-0); P: W. Collazo (0-1); SV: F. Butto (1). |   |   |   |

| Equipo                                    | C | H | E |
| ----------------------------------------- | - | - | - |
| Yaquis de Ciudad Obregón (MEX)            | 7 | 8 | 2 |
| Caribes de Anzoátegui (VEN)               | 3 | 7 | 4 |
| G: M. Quevedo (1-0); P: R. Ramírez (0-1). |   |   |   |

| Equipo                                                     | C | H | E |
| ---------------------------------------------------------- | - | - | - |
| Criollos de Caguas (PR)                                    | 4 | 6 | 1 |
| Caribes de Anzoátegui (VEN)                                | 2 | 7 | 2 |
| G: E. Ramos (1-0); P: L. Ramírez (0-1); SV: K. Calero (1). |   |   |   |

| Equipo                                                       | C | H | E |
| ------------------------------------------------------------ | - | - | - |
| Caribes de Anzoátegui (VEN)                                  | 2 | 9 | 0 |
| Yaquis de Ciudad Obregón (MEX)                               | 3 | 7 | 0 |
| G: A. Ramírez (1-0); P: S. Etherton (1-1); SV: L. Ayala (2). |   |   |   |

| Equipo                                                     | C | H | E |
| ---------------------------------------------------------- | - | - | - |
| Caribes de Anzoátegui (VEN)                                | 5 | 8 | 1 |
| Toros del Este (DOM)                                       | 6 | 8 | 1 |
| G: W. Arias (1-0); P: E. Figueroa (0-1); SV: J. Mañón (1). |   |   |   |

| Equipo                                                     | C | H  | E |
| ---------------------------------------------------------- | - | -- | - |
| Toros del Este (DOM)                                       | 4 | 11 | 1 |
| Criollos de Caguas (PR)                                    | 3 | 8  | 0 |
| G: H. Sánchez (1-0); P: S. Rivera (0-1); SV: J. Mañón (2). |   |    |   |

| Equipo                                                      | C | H | E |
| ----------------------------------------------------------- | - | - | - |
| Toros del Este (DOM)                                        | 0 | 8 | 1 |
| Caribes de Anzoátegui (VEN)                                 | 3 | 6 | 1 |
| G: M. Ayala (1-0); P: E. de la Cruz(0-1); SV: F. Butto (2). |   |   |   |

| Equipo                                                      | C | H | E |
| ----------------------------------------------------------- | - | - | - |
| Criollos de Caguas (PR)                                     | 0 | 4 | 2 |
| Toros del Este (DOM)                                        | 3 | 6 | 2 |
| G: Ra. Valdés (1-0); P: W. Collazo (0-1); SV: J. Mañón (3). |   |   |   |

| México                           |
| Campeón Yaquis de Ciudad Obregón |
| Primer Título                    |

## Todos estrellas
- Receptor:             Iker Franco     (México)
- Primera Base:         Jorge Vázquez   (México)
- Segunda Base:         Alex Cora       (Puerto Rico)
- Tercera Base:         Jesús Feliciano (Puerto Rico)
- Campocorto:           Henry Rodríguez (Venezuela)
- Jardineros:           Rudy Yan        (Rep.Dominicana)
- José Constanza  (Rep.Dominicana)
- Karim García    (México)
- Lanzador zurdo:        Raul Valdez     (Rep.Dominicana)
- Lanzador derecho:      Juan Padilla    (Puerto Rico).

- Jugador más valioso: Jorge Vázquez (México)

| Predecesor: Isla de Margarita, VEN 2010 | Serie del Caribe Mayagüez 2011 | Sucesor: Santo Domingo, DOM 2012 |

- Datos: Q1052608